# Racovițeni, Buzău
Racovițeni este satul de reședință al comunei cu același nume din județul Buzău, Muntenia, România.